# Route des Princes d'Orange
La Route des Princes d'Orange relie la ville d'Orange (Vaucluse) au village d'Orpierre (Hautes-Alpes). C'est un trajet de 107 km, qui longe l'Ouvèze (affluent du Rhône) en passant par Vaison-la-Romaine (Vaucluse) et Buis-les-Baronnies (Drôme), franchit le col de Perty (1302 m), et suit la vallée du Céans.

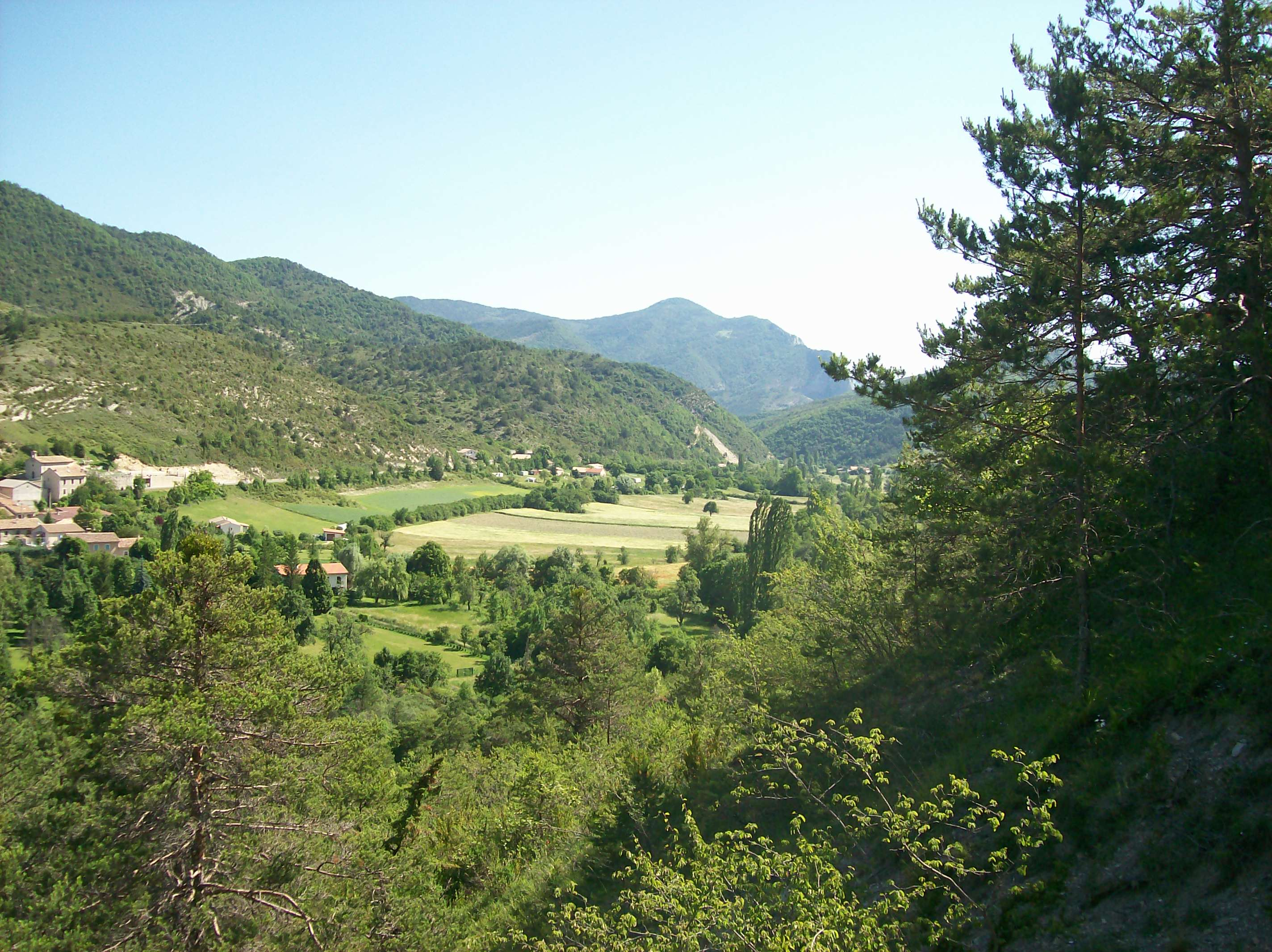
La vallée du Céans en amont d'Orpierre dont on aperçoit le rocher

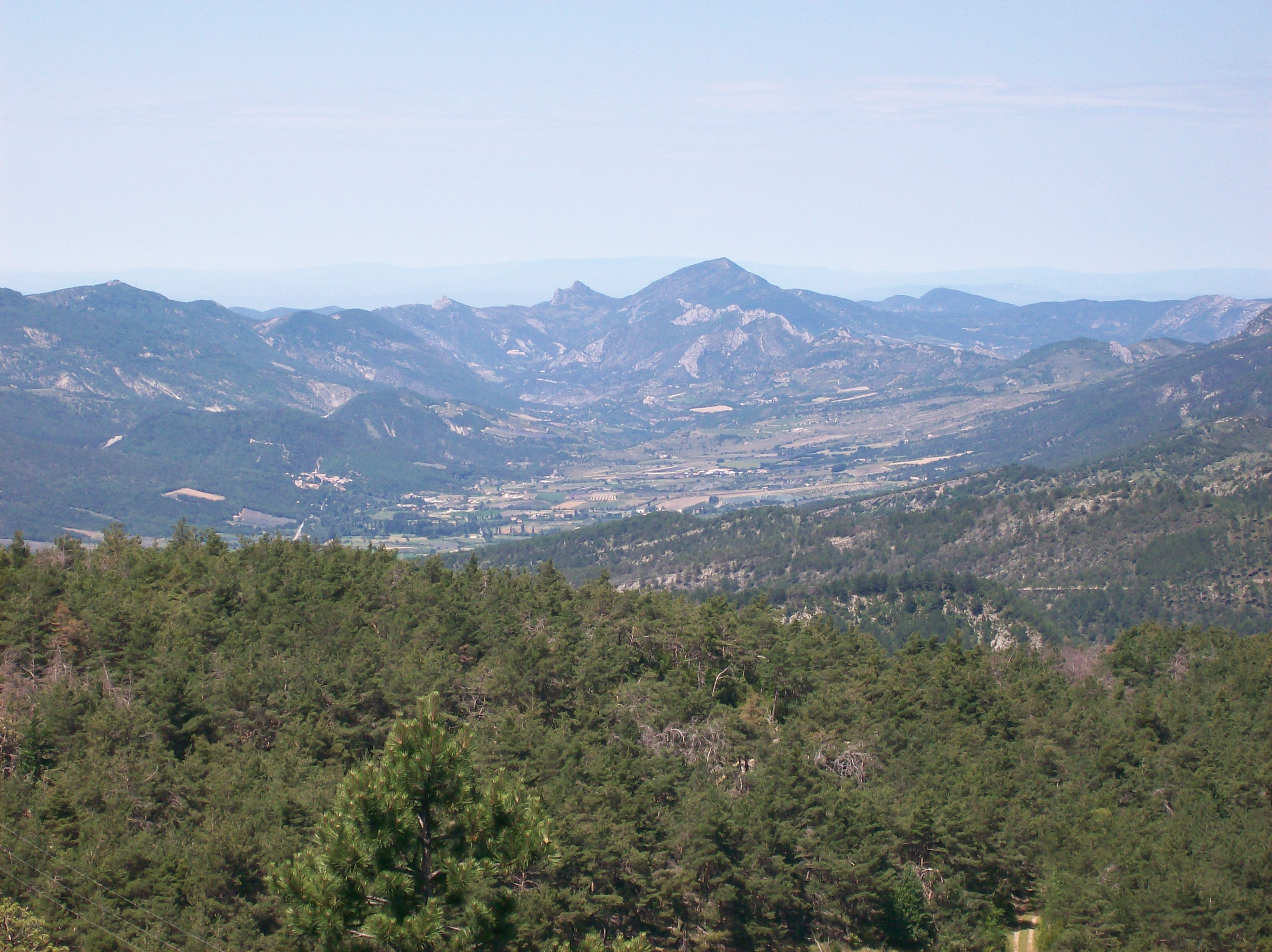
La vallée de l'Ouvèze depuis le col de Perty

D'une longueur de 107 kilomètres répartis sur trois départements, la Route des Princes d'Orange traverse Orange, Rasteau, Vaison-la-Romaine, Buis-les-Baronnies, Laborel, les Bégües, hameau de Sainte-Colombe et Orpierre.

## Historique

### Préhistoire et Antiquité
Cette antique draille des pasteurs-cueilleurs, reliant le Gapençais à la vallée du Rhône, fut celle que réutilisèrent les Celtes puis les gallo-romains. Elle était loin d'être la plus praticable entre le Val Perrus et Arausio avec le passage du col de Perty (Pertuis), à 1 300 mètres, alors que la Méouge, le Jabron ou l'Eygues offraient des voies moins difficiles.

### Moyen Âge
Ces vallées, dès le Xe siècle, devinrent les fiefs des Mévouillon et restèrent indépendantes tant de la Provence que du Dauphiné. Au verrou du Gros-Doigt, massif calcaire qui contrôlait le Val Perrus, se forma une agglomération qui prit le nom de Vaurpierre puis de Vorpierre. Elle perdit sa consonne initiale, en 1177, pour devenir Orpierre. 
Mais les Baronnies, en dépit des péages perçus par les Mévouillon, n'étaient pas prospères. Endettés, ceux-ci vendirent l'Orpierrois aux Dauphins du Viennois, dès le début du XIVe siècle, et Humbert III, pour le même motif rétrocéda cette baronnie à Jean III de Chalon-Arlay, seigneur d'Arlay, en 1334. 
Quand Marie des Baux, héritière de la principauté d'Orange, épousa son cousin Jean de Chalon, baron d'Orpierre et Trescléoux, en 1386. La maison des Baux, qui fournit des princes d'Orange entre 1115 et 1702, et dont la descendance est aujourd'hui la Maison d'Orange-Nassau, famille régnante des Pays-Bas, entra dès lors en possession de ces deux nouveaux fiefs. Et la voie qui unissait leur capitale à l'Orpierrois devint la « route des princes d'Orange ».

### Renaissance
Du XIVe au XVIIIe siècle, pour se rendre depuis Orange dans les fiefs des Baronnies, les feudataires des princes empruntèrent cette voie. Son utilisation, quasi permanente durant quatre siècles, permit à de nombreux pèlerins, marchands de soierie, orfèvres, banquiers circulant entre l'Italie du Nord, le Dauphiné et Avignon, même après le retour des papes à Rome de privilégier cette route qui donnait accès au Montgenèvre. Tout au cours du XVe siècle, le verrou d'Orpierre fut sécurisé par des fortifications avec trois portes fermant l'enceinte, ce qui permit d'abriter non seulement la « Maison du Prince » mais aussi la Grand Rue avec ses maisons Renaissance et un quartier juif, le Boureynaud, siège de la place bancaire.

### Période moderne
Les guerres de religion et le passage d'Orange et de ses baronnies à la maison d'Orange-Nassau marqua le déclin de la route des Princes. Le cardinal Richelieu fit démanteler châteaux et fortifications qui protégeait cette voie en 1633. Puis au cours du XVIIe siècle, la guerre entre la France et la Hollande transforma en proie facile Orange et ses fiefs baronniards qui devinrent ensuite des enjeux de négociations aux paix d'Arras, Picquigny, Madrid, Nimègue et Ryswick. Tout prit fin en 1713, au traité d'Utrecht, quand Orpierre et Trescléoux, à l'extrémité de la route des Princes, furent rétrocédés à la France.

### Période contemporaine
En souvenir de cette longue période historique, la route a été inaugurée sous cette appellation le 12 juin 1956, en présence du baron van Boetzelaer van Oosterhout, ambassadeur des Pays-Bas en France, et du préfet de Vaucluse, afin de marquer le lancement touristique de cet itinéraire qui traverse les paysages accidentés ou montagneux de Vaucluse, de la Drôme et des Hautes-Alpes.